# 贺进恒
贺进恒（1919年2月13日—2005年8月18日），是中国人民解放军未获得将官军衔的高级将领。山东蓬莱人。
1938年参加八路军，在胶东地区从事敌后作战。抗战胜利后开始在解放军炮兵部队任职，曾任第三野战军25军炮兵团团长。1952年参加朝鲜战争，任中国人民志愿军炮兵第七师参谋长，参加上甘岭战役和金城战役。1953年回国后进高级炮兵学校学习，毕业后留校。1956年至炮兵司令部任职，曾出任郑州炮兵学校校长。1966年第二炮兵成立后曾担任过导弹基地司令员。1982年起任第二炮兵司令员，1985年退役，未赶上将官授衔。
2005年8月18日在北京逝世。